# Paraxerus
Paraxerus är ett släkte i ekorrfamiljen med elva arter som förekommer i Afrika.
De lever i skogar, i savanner med trädgrupper, i trädodlingar eller i andra landskap med träd. De vistas ofta i trädens kronor men klättrar likaså i växtlighetens lägre delar. Boet är en hålighet i träd eller ett annat gömställe. För att leta efter föda kommer de även ner till marken. Födan utgörs liksom hos de flesta andra ekorrarna av frön, nötter och frukter. Dessutom äter de i mindre mått insekter, fågelägg och enligt enstaka beskrivningar rötter.
Deras kroppslängd ligger mellan 10 och 30 centimeter, svanslängden varierar mellan 12 och 25 centimeter. De minsta arterna väger 40 till 70 g och de största arterna har en vikt av 650 till 700 g. Pälsens färg varierar mellan arterna. Till exempel har Boehms buskekorre och Alexanders buskekorre strimmor på kroppen som påminner om jordekorrar. Bergbuskekorre är däremot ljusande rödbrun med en svart fläck på ryggen.
I motsats till flera andra ekorrar lever arterna i släktet Paraxerus ganska sociala. Gruppen består vanligen av ett par vuxna individer och deras ungar. Ibland förenar sig olika familjegrupper. Flockens medlemmar varnar varandra med höga läten för fiender. Honor föder en till tre ungar per kull.
Arterna är:
- Alexanders buskekorre, Paraxerus alexandri (Thomas & Wroughton 1907), Kongo-Kinshasa, Uganda
- Boehms buskekorre, Paraxerus boehmi (Reichenow 1886), östra och centrala Afrika
- Strimmig buskekorre, Paraxerus flavovittis (Peters 1852), Kenya, Tanzania, Moçambique
- Bergbuskekorre, Paraxerus lucifer (Thomas 1897), Tanzania, Zambia, Malawi
- Röd buskekorre, Paraxerus palliatus (Peters 1852), östra Afrika
- Paraxerus vexillarius (Kershaw 1923), Tanzania
- Coopers buskekorre, Paraxerus cooperi (Hayman 1950), Kamerun
- Grön buskekorre, Paraxerus poensis (Smith 1830), västra och centrala Afrika
- Paraxerus vincenti (Hayman 1950), Moçambique
- Huets buskekorre, Paraxerus ochraceus (Huet 1880), Sudan, Kenya, Tanzania
- Gulfotad buskekorre, Paraxerus cepapi (Smith 1836), östra och södra Afrika

I några systematiska förteckningar fördelas Paraxerus arter på fyra släkten. Forsyth Major beskrev djurgruppen som ett undersläkte till släktet Xerus men enligt dagens uppfattning är dessa grupper inte närmare släkt med varandra.
De flesta arterna är inte sällsynta. För två arter saknas informationer om beståndet och Paraxerus vexillarius listas av IUCN som nära hotad (near threatened). Paraxerus vincenti betraktas som starkt hotad (endangered). Arten förekommer bara på berget Monte Namuli i norra Moçambique och för området finns inga skyddsåtgärder.